# Swadlincote
Swadlincote är en ort i distriktet South Derbyshire, Storbritannien. Den ligger i grevskapet Derbyshire och riksdelen England, i den södra delen av landet, 170 km nordväst om huvudstaden London. Swadlincote ligger 98 meter över havet och antalet invånare är 40 960. Staden nämndes i Domedagsboken (Domesday Book) år 1086, och kallades då Sivardingescotes.
Terrängen runt Swadlincote är platt. Runt Swadlincote är det tätbefolkat, med 276 invånare per kvadratkilometer. Närmaste större samhälle är Derby, 17,4 km norr om Swadlincote. Trakten runt Swadlincote består till största delen av jordbruksmark.